# Schleswig-Holsteinisches Wörterbuch
Das Schleswig-Holsteinische Wörterbuch ist ein großlandschaftliches Wörterbuch der niederdeutschen Sprache in den in Schleswig-Holstein gesprochenen Dialekten: Schleswigsch, Holsteinisch und Hamburger Platt und deren Unterdialekten. Herausgeber und Mitverfasser war der Germanist Otto Mensing.

## Geschichte
Mit einem Zeitungsaufruf von Otto Mensing und seinen Mitinitiatoren in schleswig-holsteinischen Zeitungen 1902, in denen die Bevölkerung des Landes aufgefordert wurde, Quellenmaterial über das Plattdeutsche in Schleswig-Holstein zu sammeln und den Initiatoren zuzusenden, begannen die Vorarbeiten zur Erstellung des Schleswig-Holsteinischen Wörterbuches. Mensing legte dabei besonderen Wert darauf, die sprachlichen Besonderheiten in den einzelnen Regionen des Landes herauszuarbeiten; er leitete zu dieser Zeit die so genannte Niederdeutsche Sozietät an der Christian-Albrechts-Universität zu Kiel, wurde dort 1917 zum Professor ernannt, aber erst 1928 für seine umfangreichen Forschungen der Plattdeutschen Sprache vom Lehrdienst befreit.
Bereits 1906 erschien ein erstes Buch mit dem Titel Schleswig-Holsteinischen Wörterbuch im Verlag C. Donath, das allerdings nur eine Anweisung zur Sammeltätigkeit enthielt. Zwischen 1925 und 1935 erschien dann im Wachholtz-Verlag die umfassende Volksausgabe des Schleswig-Holsteinischen Wörterbuches in fünf Bänden. Zu den Mitarbeitern Mensings gehörten u. a. auch Gustav Friedrich Meyer und Peter Willers Jessen (Heimatforscher). In den Jahren 1973 und 1985 erfolgten im selben Verlag unveränderte Nachdrucke.
Im Frühjahr 2021 hat die Christian-Albrechts-Universität zu Kiel mit einer Digitalisierung des Werkes begonnen, sodass seit dem 31. März 2021 alle fünf Bände auf der Website der Universitätsbibliothek einsehbar sind.

## Gliederung
- Band 1 (1.–9. Lieferung), 1927, Buchstaben A–E, 1074 Spalten[5]
- Band 2 (10.–17. Lieferung), 1929, Buchstaben F–J, 1070 Spalten
- Band 3 (18.–26. Lieferung), 1931, Buchstaben K–P, 1172 Spalten
- Band 4 (27.–34. Lieferung), 1933, Buchstaben Q–S, 1024 Spalten
- Band 5 (35.–40. Lieferung), 1935, Buchstaben T–Z und Nachträge, 906 Spalten

## Aktuelle Ausgabe
- Otto Mensing: Schleswig-Holsteinisches Wörterbuch. Wachholtz-Verlag, Neumünster; Nachdruck 1985, ISBN 978-3-529-04601-8.